# Hedemora distrikt
Hedemora distrikt är ett distrikt i Hedemora kommun och Dalarnas län. Distriktet ligger omkring Hedemora i sydöstra Dalarna.

## Tidigare administrativ tillhörighet
Distriktet inrättades 2016 och utgörs av en del av området Hedemora stad omfattade till 1971, delen som före 1967 utgjordes av stadens dåvarande omfattning och Hedemora socken.
Området motsvarar den omfattning Hedemora församling hade 1999/2000 och fick 1961 efter stads och landsförsamlingarna gått samman.

## Tätorter och småorter
I Hedemora distrikt finns tre tätorter och sju småorter.

### Tätorter
- Hedemora
- Vikmanshyttan
- Västerby

### Småorter
- Backa
- Backa väst
- Grådö
- Ingvallsbenning-Lerbo
- Nordansjö
- Olshyttan (del av)
- Västkusten